# Guy Chester Shortridge
Guy Chester Shortridge (1880-1949) est un zoologiste anglais. Né le 21 juin 1880 à Honiton, il s'intéresse très tôt à l'histoire naturelle. Il sert dans le South African Constabulary durant la guerre des Boers. À l'origine formé pour être géologue, il travaille comme taxidermiste pour le South African Museum de 1902 à 1903. Il part en Australie puis à Java, où il collecte de nombreux spécimens pour le musée d'histoire naturelle de Londres et pour le muséum américain d'histoire naturelle. Il a été directeur de l'Amathole museum de 1922 (ou 1921) à 1949 où il collecta de nombreux spécimens de mammifères qui font à présent partie de la collection Shortridge du musée.

## Publications
- (en) G. C Shortridge, The mammals of South West Africa. A biological account of the forms occurring in that region, London, William Heinemann Ltd, 1934
- (en) G. C Shortridge, « Field notes on the first and second expeditions of the Cape Museum's Mammal Survey of the Cape Province; and descriptions of some new subgenera and subspecies », Annals of the South African Museum, vol. 36, no 27,‎ 1942
- (en) G. C Shortridge, « A new genus and new species and subspecies of mammals from Little Namaqualand and the North-West Cape Province; and a new subspecies of Gerbillus paeba from the Eastern Cape Province. », Annals of the South African Museum, vol. 32, no 282,‎ 1938